# 応其村
応其村（おうごむら）は、和歌山県伊都郡にあった村。現在の橋本市高野口町の南東部、紀の川の右岸、和歌山線・高野口駅の東側一帯にあたる。

## 地理
- 河川：紀の川、田原川

## 歴史

### 村名の由来
引ノ池を修造した僧・木食応其にちなむ。

### 沿革
- 1889年（明治22年）4月1日 - 町村制の施行により、名古曽村・小田村・伏原村・浄土寺村の区域をもって発足。
- 1952年（昭和27年）1月1日 - 端場村を編入。大字伏原の一部となる。
- 1955年（昭和30年）4月15日 - 高野口町・信太村と合併し、改めて高野口町が発足。同日応其村廃止。

## 交通

### 鉄道路線
村域を日本国有鉄道の和歌山線が通過したが、駅は所在しなかった。高野口駅が至近に所在。

### 道路
- 国道24号